# Alicia Silverstone
Alicia Silverstone (San Francisco, Kalifornija, SAD, 4. listopada 1976.) je američka glumica i bivša manekenka.

## Karijera
Rođena je u San Franciscu od britanskih roditelja. U dobi od šest godina postaje fotomodel i nastupa u televizijskim reklamama. Na filmu debitira 1993., u erotskom trileru The Crush, koji joj donosi dvije nagrade MTV Movie Award. Nastup u videima grupe Aerosmith, Cryin', Crazy i Amazing, s albuma Get a Grip (1994.), znatno je pomogao njenu karijeru, te idućih godina glumi svoje najpoznatije uloge u filmovima Clueless (1995.), modernoj verziji romana Emma Jane Austen, i kao Batgirl u filmu Batman i Robin (1997.). Sudjeluje također i u adaptaciji Shakespeareove komedije Uzaludni ljubavni trud, Love's Labour's Lost (2000.) Kennetha Branagha.
Početkom 2000-ih doživljava pad u karijeri, većinom radi svojevoljnog povlačenja iz javnosti. 2003., glumi zajedno s Ryanom O'Nealom u kratkovječnoj seriji Miss Match, koja je otkazana nakon samo 11 epizoda radi slabe gledanosti. 2004. glumi u nastavku filma Scooby-Doo (2002.), Scooby-Doo 2: Monsters Unleashed, dok iduće godine u komediji Beauty Shop. Više je puta uvrštena na popis 100 naj-sexy žena na svijetu, prema izboru čitatelja časopisa FHM.

## Privatni život
Alicia Silverstone se zalaže za prava životinja, za očuvanje okoliša, te promovira vegetarijanstvo i prirodnu kozmetiku. Godine 2004. podržala je predsjedničku kandidaturu Dennisa Kucinicha, a 2008. Baracka Obame.

## Izabrana filmografija
- The Crush (1993.)
- Clueless (1995.)
- Batman i Robin (1997.)
- Gnjavatorica (1997.)
- Love's Labour's Lost (2000.)
- Scooby-Doo 2: Monsters Unleashed (2004.)
- Beauty Shop (2005.)

## Vanjske poveznice
- Alicia Silverstone u internetskoj bazi filmova IMDb-u (engl.)
- thekindlife.com